# Фекла (імператриця)
Фекла (*Θέκλα, д/н —бл. 823) — візантійська імператриця.

## Життєпис
Походила зі знатного вірменського роду. Ймовірно була донькою стратега Бардана Турка і Домніки. Народилася у фемі Арменіакон. У 801 або 803 році була заручена з Михайлом Аморійським. У 803 році останній зрадив тестя, що підняв заколот проти імператора Никифора I, перейшовши на бік імператорських військ. Це дозволило врятувати Феклу від монастиря, куди відправили Турка та його родину. Згодом відбувся шлюб Фекли і Михайла.
У 820 році чоловік Фекли влаштував заколот, внаслідок якого було повалено імператора Лева V. Після цього Михайло і Фекла стали імператором і імператрицею. Проте вже близько 823 року Фекла раптово померла.

## Родина
Чоловік — Михайло II, візантійський імператор
Діти:
- Феофіл (813—842), імператор
- донька, дружина Феофоба